# Militärgefängnis

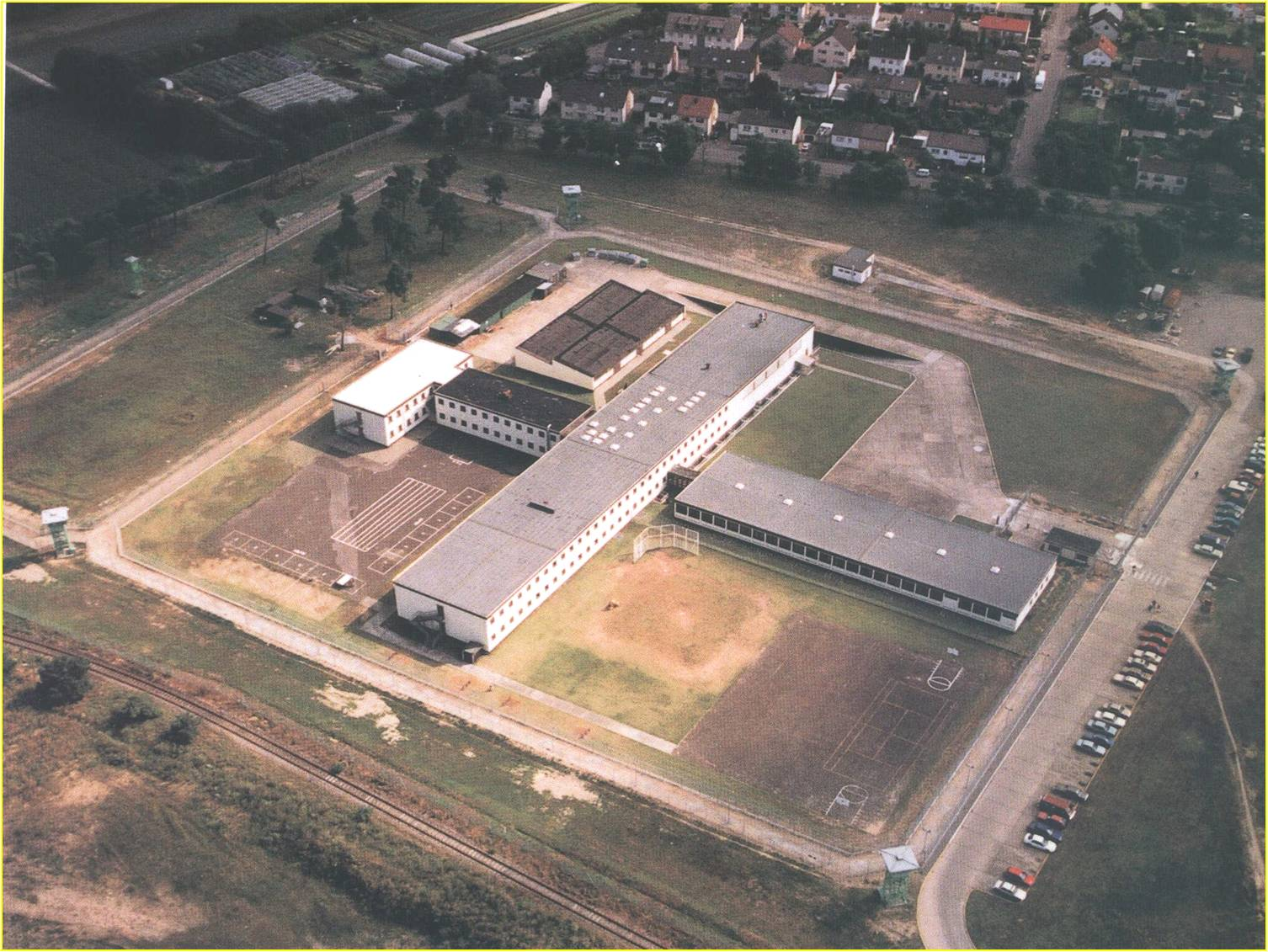
Militärgefängnis der US-Armee in Mannheim

Militärgefängnisse sind durch das Militär geführte Gefängnisse, in denen in der Regel Verurteilte der Militärjustiz ihre Strafe verbüßen.

## Deutschland
Zur Zeit der Monarchie bis 1918, unter der NS-Herrschaft und in der DDR gab es auch deutsche Militärgefängnisse.  
Die Kreuzkaserne in der Garnison München existierte beispielsweise von 1670 bis 1883, das Wehrmachtgefängnis Torgau von 1936 bis 1945.
Ab 1936 wurden im Deutschen Reich Militärgefängnisse errichtet, die während des Zweiten Weltkrieges noch durch Kriegswehrmachtgefängnisse in besetzten Gebieten ergänzt wurden. Am 3. November 1939 hatte das Oberkommando der Wehrmacht (OKW) den drei damals bestehenden Wehrmachtgefängnissen Germersheim, Glatz und Torgau „Ausführungsbestimmungen“ zur Aufstellung und „Beschickung“ der Feldstraflager zugesandt. Ab 1942 wurden Teile des Gefängnissystems ausgegliedert und in beweglichen Frontgefängnissen organisiert, die als Strafeinheiten in Bataillonsstärke zu gefahrvollen Arbeiten in Kampfzonen herangezogen wurden. Vornehmlich kamen verurteilte deutsche Soldaten in den militärischen Strafvollzug, während von Kriegsgerichten verurteilte Zivilisten in der Regel an Haftanstalten des Reichsjustizministeriums übergeben wurden.
Das Kriegsverbrechergefängnis Spandau (1945–1987) war zuvor (1898–1945) eine Festungshaftanstalt.
Das Militärgefängnis Schwedt in Schwedt an der Oder war das einzige Militärgefängnis der DDR. Kleinere Delikte wurden dabei oft konstruiert bzw. als Vorwand benutzt, um politischen Dissens, den Ausdruck von Individualität oder Andersdenken zu unterdrücken bzw. zu bestrafen. 
In der Bundeswehr der Bundesrepublik Deutschland verhängen Truppendienstgerichte nur Disziplinararrest (dieser ist keine Freiheitsstrafe). Dieser Arrest kann maximal 21 Tage dauern; er wird in der Regel in Arrestzellen verbüßt.

## Schweiz
In der Schweiz gibt es keine eigentlichen Militärgefängnisse. Die militärstrafrechtlichen Freiheitsstrafen, welche nur von den Organen der Militärjustiz verhängt werden können, werden in den zivilen Strafanstalten vollzogen.
(Disziplinarrechtliche) Arreststrafen werden während des Dienstes von der Truppe in einem Arrestlokal selbst vollstreckt; außerhalb des Dienstes vollzieht der Wohnsitzkanton des Täters dessen Arreststrafe (Art. 191 f. MStG).

## Beispiele
Europa:
- Wehrmachtgefängnis Berlin-Tegel
- Wehrmachtgefängnisse in Torgau
- Wehrmachtgefängnis Glatz in Polen
- Wehrmachtgefängnis Linz in Österreich
- Wehrmachtgefängnis Cherche-Midi in Frankreich
- Wehrmachtgefängnis Frèsnes in Frankreich
- Militärgefängnis Schwedt (DDR)

USA:
- US-Militärgefängnis Abu-Ghuraib im Irak
- Fort Leavenworth
- Gefangenenlager Guantanamo auf der Guantanamo Bay Naval Base
- Governors Island
- Alliiertes Kriegsverbrechergefängnis Spandau in Berlin (historisch)
- Militärgefängnis Bagram, Afghanistan

Militärgefängnisse sonstiger Staaten:
- Militärgefängnis Callao in Peru
- Militärgefängnis Santiago Tlatelolco in Mexiko-Stadt, Mexiko